# Pyelonephritis
Akut nyrebækkenbetændelse (lat. pyelonephritis acuta) er defineret som en akut infektion i urinveje og nyrer. Oftest opstår nyrebækkenbetændelse som følge af en blærebetændelse, der breder sig op gennem urinlederne til nyrerne. Enkelte tilfælde opstår dog som en følge af en infektion andetsteds i kroppen, der via blodet breder sig til nyrerne. 
Nyrebækkenbetændelse ses hyppigst hos mindre børn, hos ældre mennesker og i nogen grad hos gravide.

## Symptomer
Symptomerne på akut nyrebækkenbetændelse for større børn og voksne viser sig primært ved kulderystelser og temperaturstigning, der gerne ender med feber på 38-40° C. Samtidig vil mange opleve kvalme og opkastning, rygsmerter eller flankeømhed og en generel følelse af mathed og ubehag. Hertil vil der oftest være symptomer fra den udløsende blærebetændelse, med hyppige, sviende vandladninger. Patologisk ses væskeansamlinger (ødemer) i nyrevævet, evt. med mindre abscesser.
Hos mindre børn er symptombilledet lidt mere diffust; barnet vil klage over kvalme, mavesmerte og vil generelt fremstå som havende dårlig trivsel. Der vil også kunne være feber og opkastninger. 
En sjælden variant af nyrebækkenbetændelse er pyelonefritis emphysematosa. Her er urinvejene blevet inficeret med E. coli-bakterier, der udvikler CO2. Dette viser sig på røntgenbilledet ved luftfyldte urinveje, ligesom der vil være luftafgang fra urinrøret; det øvrige symptombillede svarer til den regulære nyrebækkenbetændelse. 
En anden forholdsvis sjælden variant er hæmatogen pyelonefrit, der er en følge af en infektion, typisk S. aureus, der via blodet breder sig til nyrerne.

## Undersøgelser
Diagnosen stilles ved hjælp af symptombilledet, hvor kombinationen af flankesmerter og feber samtidig med symptomerne på blærebetændelse giver mistanke om nyrebækkenbetændelse. Dette underbygges af blodprøver, der vil vise forhøjede værdier for leukocytter, mens kreatinin og karbamid, som ellers er forhøjede ved nyrepåvirkning, typisk vil være nær normale – dette er et udtryk for, at den raske nyre overtager den angrebne nyres funktion. 
Det er almindeligt at lave en ultralydsundersøgelse af nyrerne, der kan afsløre uregelmæssige strukturer, der kan indikere abscesser, samt give et indtyrk af nyrens funktion. Der kan, hvis yderligere undersøgelser er påkrævet, foretages CT-scanning af nyrer og urinveje, der vil kunne vise evt. væskeudtrædninger i nyrevævet, samt evt. pusansamlinger (pyonefrose) eller abcesser. 
Symptomerne kan give mistanke om andre diagnoser, der skal afkræftes inden nyrebækkenbetændelse endegyldigt kan diagnosticeres. Er det højre nyre, der er angrebet, kan det rejse mistanke om blindtarmsbetændelse eller galdeblærebetændelse. Er begge nyrer angrebet fås symptomer, der kan mistolkes som betændelse i æggestokkene eller anden infektion i bugen.

## Behandling
Før antibiotisk behandling blev mulig var nyrebækkenbetændelse i mange tilfælde en dødelig sygdom. I dag helbredes langt størstedelen. Almindeligvis gives en antibiotikakur af Cefuroxim eller Ampicillin intravenøst i nogle dage, indtil den akutte nyrepåvirkning er overstået. Herefter følges gerne op med tabletbehandling i en uge eller to. 
Inden antibiotikabehandling startes tages der gerne blod fra til bloddyrkning – dette giver mulighed for at fastslå præcis hvilke bakterier, der er skyld i infektionen, og herefter kan behandlingen rettes specifikt herimod. 
Er der dannet større bylder i nyrerne kræves der et kirurgisk indgreb for at dræne disse. Mindre abscesser heler almindeligvis op med antibiotisk behandling.

## Komplikationer
Nyrebækkenbetændelse kan kompliceres med pyonefrose, der er en ansamling af pus i nyrebækkenet. Dette er almindeligvis en følge af, at afløbet fra nyren er blokeret, men kan også skyldes bakterier fra blodet. I sjældne tilfælde er en byld skyld i infektionen. Ved pyonefrose vil patienten typisk opleve en meget "springende" kropstemperatur – hurtigt stigende og faldende feber – ligesom antibiotisk behandling kan have ringe effekt. 

## Prognose
Prognosen er ofte ganske god, idet de fleste patienter kommer sig fuldstændigt efter en nyrebækkenbetændelse. Mange vil dog efterfølgende have ar på nyrebarken, der kan give nedsat funktion i det berørte område. Prognosen er ellers afhængig af patientens grundsygdom. 